# آرسن چیلینگاریان
آرسن چیلینگاریان (ارمنی: Արսեն Չիլինգարյան؛ ۱۲ اکتبر ۱۹۶۵ – ۱۴ می ۲۰۱۳) یک بازیکن فوتبال در پست مدافع اهل ارمنستان بود.

## باشگاهی
از باشگاه‌هایی که در آن بازی کرده‌است می‌توان به باشگاه فوتبال میکا و باشگاه فوتبال آرارات ایروان اشاره کرد.